# محمود رمضان السامرائي
محمود رمضان السامرائي (مواليد 1997م في سامراء)، هو كاتب روائي عراقي، حائز على جائزة اتحاد الأدباء والكتّاب العراقيين للشباب 2018 عن روايته «وحي الحب». وجائزة الشيخ راشد الشرقي -الإمارات عن روايته «رماد الشوق».
صدر له: وحي الحب (رواية) 2018، دموع أموية (رواية) 2019 الفائزة بالمركز الثاني في مسابقة عصير الكتب للنشر الورقي، رماد الشوق (رواية) 2019، منازل اللوعة (رواية) 2024. ويعمل على عملين أدبيين: نكبة الخيام الثانية (قصص)، وممر الى أحزان النساء (رواية).

## وصلات حارجية
- صفحة كتبه على موقع غودريدرز goodreads
- (فيديو) -الروائي محمود رمضان السامرائي في ضيافة صباح دجلة - قناة دجلة الفضائية.